# Mines de Potosí

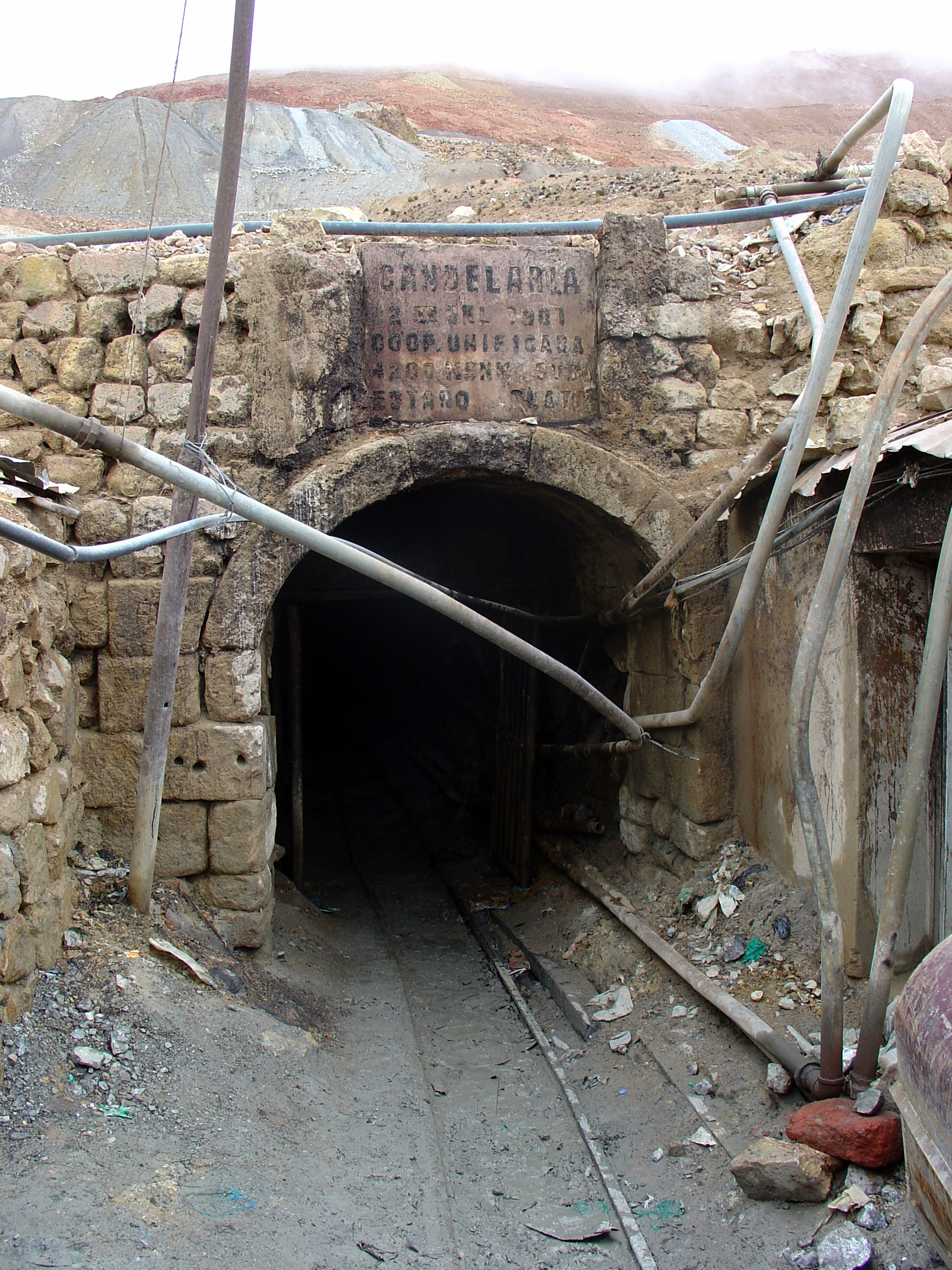
Entrée de la mine en 2007.

Les Mines de Potosí sont un important centre minier sur le Cerro Rico dans le Haut-Pérou (actuelle Bolivie), au sud de la ville de Potosí. La découverte de mines d’argent et d’or survient entre 1540 et 1570, durant l’époque de la Vice-royauté du Pérou.  

## Histoire

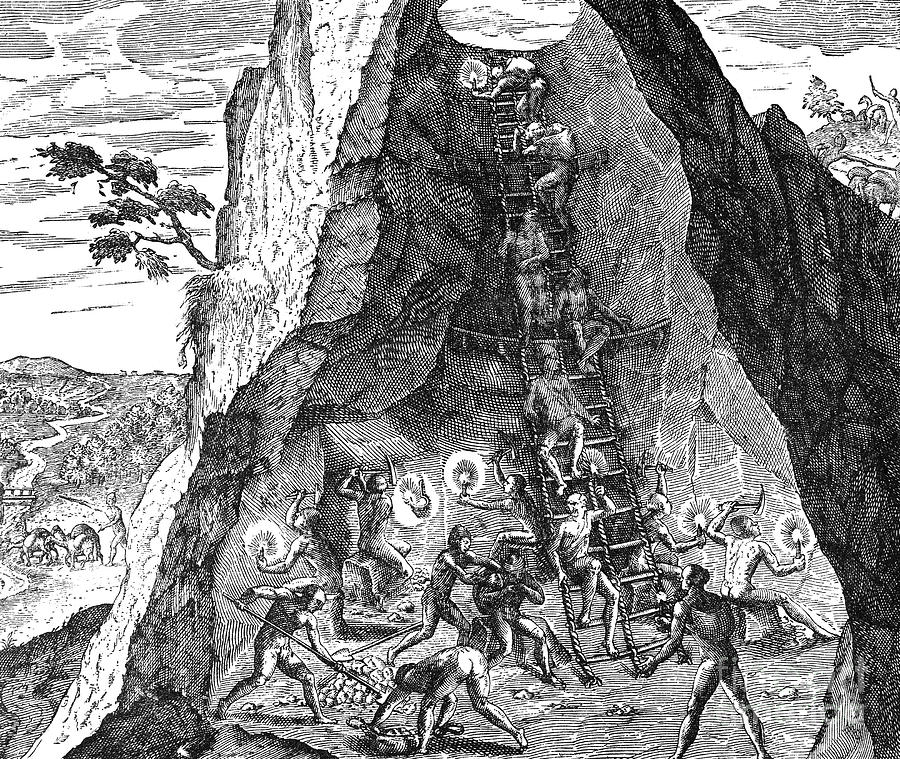
Travail forcé des indigènes dans la mine.

Les veines d’argent aurait été découvertes par hasard en 1545 par un berger quechua nommé Diego Gualpa, qui s’est perdu en revenant avec son troupeau de lamas. Il décide de camper au pied du Cerro Rico et allume un grand feu pour se réchauffer du froid. Quand il se réveille le matin, il trouve parmi les braises des fils d’argent fondus par la chaleur du feu. Le 1er avril 1545, un groupe d’Espagnols dirigé par le capitaine Juan de Villarroel prend possession du Cerro Rico, après avoir confirmé la découverte du berger, et établit immédiatement une colonie.
Une exploitation intense de la colline s’enclenche alors. Les Espagnols soumettent les indigènes à des travaux forcés. Des dizaines de milliers d’indigènes subissent la mita, un système qui était déjà courant chez les Incas, mais dont l’utilisation s’intensifie avec les Espagnols et à la demande du vice-roi Francisco de Toledo, en raison du manque de main-d’œuvre pour l’exploitation minière. Les mitayos (comme on appelait les Indiens soumis à la mita) doivent travailler jusqu’à 15 heures par jour, creusant des tunnels et extrayant du métal manuellement ou à la pioche. Les maladies, effondrements et autres accidents très fréquents causent la mort de centaines de travailleurs. Les rébellions sont vite réprimées dans le sang et le feu. Il est probable que jusqu’à 15 000 indigènes soient morts dans l’exploitation de l’argent, entre 1545 et 1625.
La production d’argent atteint son apogée vers 1650, date à laquelle les veines commencent à s’épuiser et où Potosí entame son déclin. L’exploitation reprend cependant au XIXe siècle, principalement pour l’étain. Après la révolution bolivienne de 1952, les mines sont nationalisées. La plupart des mines d’État seront ensuite fermées, pour céder la place à des coopératives. Des milliers de mineurs y travaillent encore pour extraire du zinc, de l’étain et de l’argent.

## Économie
Potosí demeure aujourd'hui l’un des plus grands centres d’exploitation de l’étain. Potosí est connu pour ses grandes réserves minéralogiques en exploitation, le salar d'Uyuni, les plus grandes réserves de lithium et de métaux rares au monde, avec de petites entreprises d’exploitation manuelle, et des centres miniers concentrés dans la ville et dans certaines provinces voisines.